# 福島祥郎
福島 祥郎（ふくしま よしろう、1946年（昭和21年）12月5日 - ）は、日本の実業家。元オリエンタルランド代表取締役社長。

## 略歴
千葉県出身市川市在住。1969年に中央大学経済学部を卒業後、オリエンタルランドに入社する。1991年にオリエンタルランド広報部長に就任、その後、同社取締役経営企画室長、常務取締役営業本部長・運営本部長、代表取締役専務・テーマパーク統括本部長を歴任した。2005年には、同社代表取締役社長（兼）COOに就任し、同社史上初の生え抜き社長として注目を集めた。しかし、入場者数過去最高を記録していた絶頂期に「既定路線。」と社長を退任した。

## 座右の銘
- 「身心一如」

私たちは、日常生活において視触などの性質から、人は心身二つの要素によって構成されていると考えがちである。しかし、実際に人の本質を理解するためには、分離せず同一のものとしてとらえ、その生命の根本真理は一つの原器から生じていると考える哲学観を表している。

## 信条
- 「禅に学ぶ人間学」

## 趣味
木版画と読書。特に木版画は、自己流で始めてから30年以上も続けており、毎年200枚から300枚の年賀状を版画で刷るほどである。社長就任後は刷る枚数は減ったものの、各界には、福嶋からの年賀状を心待ちにしている人物も多い。

## その他
アメリカに渡ってのディスニーランドとの交渉。浦安での漁業補償交渉でも当時若手平社員であったが、大きな貢献をしている。この時のエピソードは日本経済新聞社夕刊に詳しく掲載された。